# Страваганца (книжная серия)
Стравага́нца — серия романов-фэнтези для подростков, написанных детской писательницей Мэри Хоффман.
В книгах создана параллельная реальность между Ислингтоном (район Лондона, Англия), и различными городами Талии (альтернативная версия Италии эпохи Возрождения).
Первоначально состояла из трилогии. На данный момент состоит из 6 книг: Город Масок, Город Звёзд, Город Цветов, Город Секретов, Город Кораблей и Город Мечей.

## Книги
| Номер книги | Название книги | Тальянский город | Итальянский эквивалент | Страваганти-наставники | Новые Страваганти |
| ----------- | -------------- | ---------------- | ---------------------- | ---------------------- | ----------------- |
| 1           | Город Масок    | Беллеция         | Венеция                | Родольфо Росси         | Люсьен Малхолланд |
| 2           | Город Звезд    | Ремора           | Сиена                  | Паоло Монтальбани      | Джорджия О’Греди  |
| 3           | Город Цветов   | Джилия           | Флоренция              | брат Сульен            | Скай Мидоуз       |
| 4           | Город Секретов | Падавия          | Падуя                  | профессор Константин   | Мэтт Вуд          |
| 5           | Город Кораблей | Классе           | Равенна                | Флавия                 | Изабелла Эванс    |
| 6           | Город Мечей    | Фортецца         | Лукка                  | Фабио                  | Лаура             |

### Город Масок
Параллельный мир Талия, очень похож на Италию XVI века. В романе мы наблюдаем за Люсьеном, который в нашем мире очень болен. Получив мраморную тетрадь, которую использует как дневник, Люсьен неожиданно попадает в этот опасный новый мир; мир, который приводит в восторг от политических интриг и где жизнь может отнять вспышка мерлинского кинжала. Город Беллеция (Венеция в нашем мире) вызывает удивление, с кинематографической точностью к деталям, с чувственностью шёлка и бархата, волнением и опасностью покушений и убийств
Мир Талии незабываем и убедительно реален.

### Город Звезд
Параллельный мир, очень похожий на Италию. Главной героиней этой книги, становится Джорджия — кто имеет любовь к лошадям. Она отчаянно хочет купить немного пыльную крылатую лошадку, которая появилась в местном антикварном магазине. Этот крошечный, крылатый конь оказывается талисман, который перемещает Джорджию прямо в Ремору(Сиена), где вот-вот начнутся скачки Стеллата. Мэри Хоффман показала своё мастерство повествования и это продолжение не разочарует. Поклонники будут рады, что снова появятся любимые персонажи из первой книги.

### Город Цветов
Повествование переходит к Тальянскому городу Джилии (реальная Флоренция) — где красота и опасность — как всегда — рука об руку. В центре внимания на этот раз Страваганте Скай — его талисман хрупкий голубой флакон духов. Скай попадает в Талию прямо в разгар смертельной вражды между кланами ди Кимичи и Нуччи, которым ничего не стоит воткнуть скользящий нож между рёбер человека из-за мести…
Захватывающая и волнующая драма со специфической магией — продолжение истории Лучано, Арианны, Родольфо, Фалькo и Джорджии.

### Город Секретов
Когда Мэтт неожиданно для себя попадает в Скрипторий Падавийского (реальная Падуя) университета, он обнаруживает, что является Страваганте, который может путешествовать во времени с использованием своего талисмана — книги в кожаном переплёте. Вместе с Лучано, который сейчас учится в университете, и Арианной, переодетой в мальчика, он должен бороться с опасным кланом ди Кимичи, который находятся на грани страшного прорыва в наш мир.

### Город Кораблей
Оказавшись в Классе (Равенна в нашем мире), Стравагантe является Изабель, младшая сестра-близнец Чарли. Её талисман — мешочек из серебряной мозаики и она встретила своего наставника — Флавию, успешную женщину-купца, которая торгует специями, шёлком, гобеленами. Её сын — изгой и пират. Изабель считает, что Классе и Беллеция находятся под угрозой нападения жестоких людей с востока

### Город Мечей
Отчаянно несчастная, Лаура втайне наносит себе вред. Но Лаура — Страваганте. Когда она находит свой талисман — небольшой серебряный кинжал, она стравагирует с ним. Это Фортецца XVI века (город похож на Лукка в Италии), где её встречает оружейный мастер Страваганте.
Также она встречает обаятельного и привлекательного Людо, и влюбляется в него. Они испытывают взаимную любовь, но когда Людо претендует на корону Фортеццы, Лора обнаруживает себя вовлечённой в боевые действия на стороне Страваганти против него.
Рассказ наполнен сражениями на поле и сердечными баталиями, которые заканчивается долгожданной свадьбой между двумя любимыми героями…

## Талиа
Талиа, основное место действий серии Страваганца. Является параллельным миром — Италией XVI века в нашем мире. Страна состоит из 12 городов-государств, каждый имеет свои собственные эквиваленты в нашем мире и наименований, в виду уникальных качеств города.
Половина из этих городов-государств находятся под политическим контролем членов семьи ди Кимичи. Несколько городов, которые остаются вне их контроля, являются либо по-прежнему в процессе политических договоров с ди Кимичи или остаются независимыми).

## Города

### Беллона
Город Мечтаний. Полностью соответствует Болонье. Здесь правит в настоящее время Джакопо ди Кимичи Младший — младший брат великого герцога Джилии. Титул был унаследован от его двоюродного брата Карло, который умер молодым.
Беллона был пунктом прибытия Вильям Детриджа в Талиа, когда он стравагировал в 1552 году и оказался в лаборатории знаменитого талийского алхимика Федерико Бруно. Камень Беллоны славится по всей Талии как мощное алхимическое устройство.

### Беллеция
Город Масок. Город-государство со статусом княжества, управляет избранная Герцогиня, которая затем царит всю жизнь. До восемнадцати лет правительнице может быть назначен регент, чтобы помочь ей. Беллеция имеет Совет 240 советников чтобы судить по уголовным делам и сенат из 24 членов, чтобы решать гражданские проблемы. Все незамужние женщины в возрасте старше шестнадцати лет, в том числе Герцогиня, должны носить маски в общественных местах. Беллеция славится красотой своей архитектуры и расположения. Это большой морской городок (схож с Венецией), но его главные источники доходов туризма и торговли в стекле и кинжалах (с Мерлино) и кружева (с Бурлеска).

### Волана
Волана находится примерно где Феррара в Италии. Это герцогство в настоящее время (1577) им правит Альфонсо ди Кимичи, который унаследовал титул, когда его отец, Лука, первый герцог ди Кимичи, умер два года назад. В городе есть университет, он хорош в традиции знаний и культуры. Волана всегда была известна своим патронажем музыкантов и большой консерваторией.

### Джилия
Город Цветов. Джилия занимает в Талиа примерное положение Флоренции в Италии. Это во многих отношениях наиболее важный город-государство. Это герцогство, как Беллецца, но герцог не был избран, и звание получил первый Лука ди Кимичи в 1465. Текущим (1577) 3-м герцогом Джилии является Никколо ди Кимичи. Богатство Джилии основывается на способности изготовлять духи из цветов, которые в изобилии растут на полях вокруг него.

### Классe
Город Кораблей. Также известен как Город Художников. Приблизительно в том положении, в Талиа что и Равенна в Италии. Это оживлённый и процветающий порт, в настоящее время зависит от ди Кимичи и управляется своим герцогом, но альянс находится на рассмотрении. Его многочисленные церкви покрыты серебряной мозаикой.

### Монтемурато
Монтемурато, город Башен, основан на Монтериджони, недалеко от Сиены в Италии, но в Талиа он находится почти на севере Беллеции. Это древний город-государство, хорошо укреплённый и в настоящее время (1577), независимо от Ди Кимичи, хотя альянс может быть принят. Монтемурато это город-государство, гораздо больше по площади, чем Монтериджони и поддерживает старинный университет. Было много пострадавших от чумы, которая также охватила Беллецию двадцать лет назад, и у её домов есть «двери смерти» для гробов (которые на самом деле относится к Губбио в Италии). Именно здесь Люсьен и Родольфо нашли Вильяма Детриджа.

### Мореско
Город Русалок. Расположенный в Талиа примерно, где Пиза в Италии. Здесь правит в настоящее время князь Фердинанд ди Кимичи, старик с неженатым сын сорока четырёх лет и дочерью-монахиней. Мореско не такая мощен, как города-поставщики Беллеция или Классе для торговли. Но зато гавань и порт более живописны.

### Падавия
Город Секретов. Он находится в том же месте, где Падуя в Италии, там находится старейший университет в Талиа, опередив Беллону и Монтемурато на несколько лет. Именно здесь Герцогиня Сильвия спонсировала учёбу Родольфо. Здесь учится Лучано Кринаморти.

### Ремора
Город Звёзд. Занимает географическое положение Сиены в Италии, но политически это гораздо больше напоминает Рим. Легенда гласит, что Ремора была основана Ремусом, который в Талиа победил Ромула в споре, кто из близнецов будет строить новый большой город.
Ремора будет столицей свободной федерации городов-государств, которые семья ди Кимичи пытаются сформировать в Талиа. Он был столицей империи Реман сотни лет назад.
Папа, в настоящее время (1577) Фердинандо ди Кимичи, живёт в Реморе и также является принцем города. Ремора делится на двенадцать частей, каждая из которых соответствует знаку Зодиака. Каждый год 15 августа, в городе проходят скачки — Стеллата(Гонка Звёзд) на круговой площади города — Кампо. Жизнь всего города вращается вокруг этого события.

### Ромула
Город Драконов. Это город, основанный Ромулом в Талиа и географически расположен в том же положении, как Рим в Италии. Однако он не так важен, как Ремора или Джилия. Теперь это город-государство, независим от ди Кимичи, в нём правит свой князь. Есть слухи, что на холмах около Ромулы есть драконы и некоторые из ромуланцев утверждают, что видели их.

### Фортецца
Укреплённый город-государство, расположенное в Талиа примерно там, где Лукка в Италии. Этим княжеством, правит в настоящее время (1577) Джакопо ди Кимичи Старший, который не имеет наследника.

### Читтануова
Город Огня. Около Неаполя в Италии, это независимый город-государство, которым правит князь (не ди Кимичи). Над ним возвышается вулкан, который можно увидеть из города — он все ещё активен.

## Острова

### Бурлеск
Талианский эквивалент Бурано. Все дома окрашены в яркие цвета, за исключением одного, Паолы и Джентила, дедушки и бабушки Арианны. Основный заработок острова кружева и торты. Паола — создатель кружева и Джентил — кулинар.

### Мерлино
Талианский эквивалент Мурано. Здесь изготовляют изделия из стекла. Есть музей Стекла. Другим основным продуктом являются лезвия для кинжалов, сделанные из костей рыб Мерлино. Эта рыба почти легендарная, никто не видел её живой. Кости рыбы по-прежнему выносило на берег, где их собирали рыбаки для лезвий. Двое из этих рыбаков Анджело и Томмазо, старшие братья Арианны, которые живут в выбеленных домиках на берегу.

### Торроне
Талианский эквивалент Торчелло. Здесь есть маленький, но древний собор. Джанфранко Гаспарини является куратором музея. Арианна единственный ребёнок, родившийся на острове в течение многих лет, поэтому не имеет современников; островитяне слишком стары для деторождения.